# コノドグロショウノガン
コノドグロショウノガン (Eupodotis rueppellii)は、ツル目ノガン科の鳥類。